# 列巴乡
列巴乡（藏語：སླེ་པ་），是中华人民共和国西藏自治区日喀则市谢通门县下辖的一个乡镇级行政单位。

## 行政区划
列巴乡下辖以下地区：
多康村、玛雄嘎木多村、亚龙村和普村。